# Kimberlé Crenshaw
Kimberlé Williams Crenshaw (Canton, 5 maggio 1959) è una giurista e attivista statunitense, nota per aver introdotto il concetto di intersezionalità.

## Biografia
Nata in Ohio da Marian e Walter Clarence Crenshaw, Jr., dopo essersi diplomata alla scuola superiore McKinley, ha frequentato l'Università Cornell, dove si è laureata nel 1981 in scienze politiche e in africanistica. Nel 1984 ha conseguito il dottorato professionale alla facoltà di legge di Harvard, mentre nel 1985 ha ottenuto un master all'Università del Wisconsin-Madison ed è stata praticante assistendo il giudice della corte suprema del Wisconsin Shirley Abrahamson. Entrata nel 1986 alla facoltà di giurisprudenza dell'Università della California di Los Angeles, è stata tra i pionieri della teoria critica della razza e, nel 1989, ha introdotto il concetto di intersezionalità come ipotesi sociologica.
È stata membro del gruppo di strategia domestica dell'istituto Aspen (finanziato fra gli altri dalla Rockefeller Foundation) dal 1992 al 1995, anno in cui è stata nominata professoressa ordinaria all'Università Columbia; nel 1996 ha contribuito a fondare il Forum per le politiche afroamericane, per sottolineare la centralità del genere nel discorso della giustizia razziale. Nel 2011 ha fondato il centro per l'intersezionalità e gli studi di politiche sociali (CISPS), che attualmente dirige. Inoltre è stata membro del comitato per la ricerca sulla violenza contro le donne della Fondazione nazionale delle scienze. I suoi ambiti di competenza sono il diritto costituzionale, i diritti civili, la teoria critica della razza, l'intersezionalità e la dottrina femminista nera.

## Opere
- Words That Wound: Critical Race Theory, Assaultive Speech, And The First Amendment (con Mari J. Matsuda, Charles R. Lawrence III, Richard Delgado), Westview Press, 1993. ISBN 9780813384283
- Critical Race Theory: Key Documents That Shaped the Movement (a cura di Kimberlé W. Crenshaw, Neil Gotanda, Garry Peller, Kendall Thomas), The New Press, 1995
- The Race Track: Understanding and Challenging Structural Racism, 2013
- Reaffirming Racism: The faulty logic of Colorblindness, Remedy and Diversity, 2013
- Black Girls Matter: Pushed Out, Overpoliced and Underprotected, 2015
- Say Her Name: Resisting Police Brutality Against Black Women, 2015
- On Intersectionality: Essential Writings, 2017